# Melzerella costalimai
Melzerella costalimai är en skalbaggsart som beskrevs av Campos-seabra 1961. Melzerella costalimai ingår i släktet Melzerella och familjen långhorningar.
Artens utbredningsområde är Venezuela. Inga underarter finns listade i Catalogue of Life.